# Geološki muzej po H. Karapetjanu
Geološki muzej po H. Karapetjanu Inštituta za geološke vede Nacionalne akademije znanosti Armenije (armensko ՀՀ ԳԱԱ ԵԳԻ երկրաբանական թանգարան) je akademski znanstveni muzej. Ustanovljen je bil leta 1937 in rekonstruiran leta 2012. Muzej ima naslednje oddelke: mineralogija, paleontologija, petrografija, naravni viri, mineralne vode v Armeniji, naravni spomeniki Armenije.

## Zgodovina
Geološki muzej Armenije je bil ustanovljen junija 1938 na podlagi bogatih in raznolikih zbirk uglednega geologa, profesorja Hovhannesa Karapetjana in meji na Inštitut za geološke znanosti armenske podružnice Akademije znanosti ZSSR. Muzej je bil oblikovan v 1410 vzorcih, zdaj ima muzej več kot 14.000 eksponatov.
Na začetku so v muzeju delali 3 delavci, njihovo število je naraslo na 8.
Organizacija razstave je bila povezana z željo skupine udeležencev 17. mednarodnega geološkega kongresa v Moskvi, da se seznanijo z geologijo Armenije. Vsi udeleženci so bili navdušeni nad ogledom eksponatov in armenskih geoloških ekskurzij. Ustanovitev muzeja je bil pomemben dogodek v geološki znanosti republike; nastal je enoten center za centralizacijo, obdelavo, razstavljanje in skladiščenje gradiva. Leta 1944 po smrti H. Karapetjana se je muzej preimenoval po njem.
Kasneje so muzejske zbirke dopolnjevali z vzorci, ki so jih zbirale ekspedicije inštituta. Geološki muzej, ki je enota akademskega, znanstvenega sistema, je poklican izvajati popularizacijo znanstvenih del inštituta. Zato zbirke, ki odražajo tematska dela Inštituta, trenutno zasedajo precejšnje mesto poleg različnih vzorcev. V Muzeju vsako leto potekajo »Dan geologov«, »Svetovni dan voda« in drugi dogodki, posvečeni spominu na slavne geologe in dogodki.

## Dvorana mineralov
V muzeju je dvorana mineralov, kjer so prikazani redki in lepi dragi in poldragi dragi kamni, prineseni z vsega sveta, pa tudi iz različnih regij Armenije. Dvorana mineralov se je po Ara Ts. Didilian odprla 16. septembra 2012 v Geološkem muzeju. Minerale razvrščajo po kemijskih formulah in skupinah.

### Armenski mamut
Dragulj geološkega muzeja je okostje armenskega mamuta (stepskega mamuta), ki je največji eksponat muzeja. Ta muzejski primerek je nenavadno velik za to vrsto. Njegova dolžina je 4,5 metra, višina pa 3,5 metra. Ta velikan živalskega sveta je živel pred približno 1.000.000 leti v nižini Širak. Njegovo okostje so našli na mestu peskokopa, imenovanega Kazači post na severozahodnem obrobju mesta Gjumri, med delovanjem peskokopa.
Na ozemlju Armenije so bile fosilne kosti iz slonovine (Elephantidae) najdene na mnogih mestih, vendar je bilo najbolj popolno okostje najdeno leta 1932 v peščenih nanosih blizu Gjumrija (Leninakan, Aleksandropol) na mestu, imenovanem hrib Cossack. Ostanki naj bi segali v srednji pleistocen (pred 400.000–300.000 leti).

### Oddelek za paleontologijo
V geologiji je posebna pozornost namenjena fosilom živali in vegetacije daljne geološke preteklosti. Imajo poseben pomen, ker se z njimi določa starost kamnin in rekonstruirajo podnebne in geografske razmere preteklih geoloških obdobij. V Armeniji so znani številni izdanki, kjer so našli različne fosilne ostanke rastlin in živali.
Na paleontološkem oddelku je prikazano okostje fosiliziranega slona. Ta fosil je bil najden v polgramu v bližini Gjumrija, blizu okrožja Cossack Post. Nanosi so bili vdelani v jezerske plasti, ki jih je prekrival tuf. Po radioloških podatkih, pridobljenih iz kosti, so ostanki stari najmanj 1.000.000 let. Razstavljeni primerek je za to vrsto izjemno velik.
V muzeju so tudi kosti živali, kot so:
- Jamski medved
- kamela
- Divji konj
- Deluvialni bik

### Oddelek za petrografijo
Na oddelku so prikazane kamnine različnih starosti (od proterozoika do pliocena) in sestave (od kisle do alkalne). Na namizju so vzorci granita, plagiogranitov, granodioritov, peridotitov, dunitrov, serpentinov, sienitov, monconitov in drugih intruzivnih kamnin mezozoika in kenozoika. Najstarejše enote stratigrafskega zaporedja v Armeniji so metamorfne formacije zgornjega proterozoika. Tvorijo starodavno kristalinsko podlago in se kažejo kot debela plast različnih skrilavcev, marmorja in amfibolitov. Izdanki se pojavljajo v osrednjem delu Armenije znotraj grebena Cakhkuniac.

### Oddelek za naravne vire
Armenija je že dolgo znana po svojih mineralnih nahajališčih. V zgodovini so tukaj kopali zlato, baker, železo, arzen, antimon, različne dragulje, poldrage in industrijske kamne. Orodja in instrumenti za obdelavo rude in kovin, metalurška žlindra in sledovi starodavnega rudarjenja so očitni na območjih trenutno izkoriščanih rudnikov (Sotk, Meghradzor - zlato; Kapan, Alaverdi - baker; Hrazdan - železo itd.). Metalurška središča bronaste dobe najdemo v Armeniji. Obstajajo ogromni viri nekovinskih mineralov in gradbenih materialov. To so sol, sadra, zeoliti, diatomiti, bentonitne gline, litografski kamen, abradanti, mineralne barve, cementne surovine, travertin, marmorji, pestri konglomerati, graniti, bazalti, perliti, žlindra, plovec in drugi. Posebej zanimivi so tufi in zvarjeni tufi (ignimbriti). So rožnate, rumene, oranžne in črne barve. Viri tufa v Armeniji so ocenjeni na več kot 3 milijarde kubičnih metrov. Glavna nahajališča so na pobočju gore Aragac. Obstajajo tudi nahajališča dragih in poldragih ter industrijskih kamnov, kot so turkiz, ametist, ahat, karneol, jaspis, opaliziran les in obsidian.

### Oddelek za mineralno vodo
Med drugimi naravnimi viri so pomembne mineralne in termalne vode. V Armeniji so tudi veliki viri sladke podzemne vode. Tu je več kot deset tisoč izvirov. Večinoma je voda hladna in zelo prenosljiva.

### Izobraževalni programi
Muzej izvaja izobraževalne programe, ki ustrezajo šolskim programom, kot so Kaj pripovedujejo vulkani?, Neverjetni svet mineralov, Vse o slonih itd. Izvaja tudi pouk na prostem za različne starostne skupine, ki jih seznanja z edinstvenimi geološkimi spomeniki Armenije. Leta 2011 je bil v muzeju ustanovljen Eko klub.

## Galerija
- Geološka karta Armenske SSR